# Daniel Forfang
Daniel Forfang (* 28. Dezember 1979 in Tromsø) ist ein ehemaliger norwegischer Skispringer und Assistenztrainer am Stützpunkt Trondheim (Team Trønderhopp).

## Werdegang
Mit zwölf Jahren begann Forfang in seiner Heimatstadt mit dem Skispringen, bevor er im Alter von 16 Jahren aufgrund der besseren Trainingsbedingungen nach Trondheim zog. In der Saison 1997/1998 debütierte Forfang beim Continental Cup. Es dauerte jedoch bis zum 21. Dezember 2001, bis er im italienischen Predazzo zum ersten Mal bei einem Weltcupspringen eingesetzt wurde, wo er einen 39. Platz erreichte. Seine ersten Weltcuppunkte holte der Norweger im Januar 2002 mit einem 14. Platz beim Wettkampf im japanischen Hakuba.
In der Saison 2002/2003 war Forfang hauptsächlich im Continental Cup eingesetzt, den er mit einem fünften Gesamtrang abschloss. Er hatte in dieser Saison zwei Siege in Serie im polnischen Zakopane feiern können. In der Folgesaison wird Forfang erneut im Continental Cup eingesetzt, den er auf Platz 18 beendet. Bemerkenswert daran ist, dass er im Sommer beim Volleyball eine Bänderverletzung im Knöchel erlitten hatte, die er jedoch erst nach Saisonende behandeln ließ. Er kehrte jedoch bereits zum Sommer-Grand Prix in das Wettkampfgeschehen zurück, obwohl er zuvor bereits Rücktrittsgedanken geäußert hatte. In den Wettkämpfen konnte er einen Sieg mit der Mannschaft in Zakopane sowie zwei Einzelsiege in Innsbruck und Hakuba feiern.
Aufgrund dieser Resultate kehrte er im Winter 2004/05 zurück ins Weltcup-Team und ersprang sich mit Rang 28 seine besten Platzierung im Gesamtweltcup. In dieser Saison konnte er auch seinen einzigen Sieg mit dem Team erringen, dies war am 5. März 2005 in Lahti der Fall. Auch seine persönliche Bestweite im Skifliegen datiert aus dieser Saison, er stellte sie in der Qualifikation für den Wettkampf im slowenischen Planica am 18. März 2005 auf, als er 214 Meter weit flog. In der Saison 2005/2006 wurde Forfang nur noch teilweise im Weltcup eingesetzt.
Am 28. August 2006 beendete Daniel Forfang aufgrund von Problemen mit dem Norwegischen Skiverband und dem Schlankheitsdruck seine Karriere als aktiver Sportler. Interessant ist, dass von Seiten der Trainer behauptet wurde, Forfangs Wettkampfgewicht liege bei 70 Kilogramm, er selbst jedoch in einem Interview nach Beendigung seiner Karriere angab, ein Wettkampfgewicht von 61,7 Kilogramm gehabt zu haben.
Später wurde Daniel Forfang Assistenztrainer beim Team Trønderhopp in Trondheim, wo er in die Betreuung der Elitegruppe und, gemeinsam mit seinem ehemaligen Springerkollegen Morten Solem, der ersten Nachwuchsgruppe eingebunden war.

## Erfolge

### Weltcupsiege im Team
| Nr. | Datum        | Ort   | Typ         |
| --- | ------------ | ----- | ----------- |
| 1.  | 5. März 2005 | Lahti | Großschanze |

### Grand-Prix-Siege im Einzel
| Nr. | Datum              | Ort       | Typ         |
| --- | ------------------ | --------- | ----------- |
| 1.  | 12. September 2004 | Innsbruck | Großschanze |
| 2.  | 25. September 2004 | Hakuba    | Großschanze |

### Grand-Prix-Siege im Team
| Nr. | Datum             | Ort      | Typ         |
| --- | ----------------- | -------- | ----------- |
| 1.  | 5. September 2004 | Zakopane | Großschanze |

### Nationale Wettbewerbe
- Meisterschaften 2003 Silber von der Normalschanze
- Sommer-Meisterschaften 2003 Silber von der Großschanze
- Meisterschaften 2005 Bronze von der Normal- und der Großschanze

## Statistik

### Weltcup-Platzierungen
| Saison  | Platz | Punkte |
| ------- | ----- | ------ |
| 2001/02 | 59.   | 018    |
| 2004/05 | 28.   | 178    |
| 2005/06 | 37.   | 082    |

### Grand-Prix-Platzierungen
| Saison | Platz | Punkte |
| ------ | ----- | ------ |
| 2004   | 03.   | 312    |

### Schanzenrekorde
| Ort      | Land  | Weite             | aufgestellt am    | Rekord bis                        |
| -------- | ----- | ----------------- | ----------------- | --------------------------------- |
| Zakopane | Polen | 139,5 (HS: 134 m) | 5. September 2004 | Allzeitrekord (der alten Schanze) |

## Privates
Forfang hat zwei Brüder und eine Schwester, von denen der fünfzehn Jahre jüngere Johann André Forfang ebenfalls Skispringer ist.